# Zweijähriger Lein
Der Zweijährige Lein (Linum bienne, Syn.: Linum angustifolium Huds.), auch Wild-Lein genannt, ist eine Pflanzenart aus der Gattung Lein (Linum) in der Familie der Leingewächse (Linaceae).

## Beschreibung
Die zwei- bis mehrjährige krautige Pflanze erreicht Wuchshöhen zwischen 10 und 60 cm und ist meist verzweigt. Neben blühenden existieren auch nicht blühende, beblätterte Triebe. Die Laubblätter sind linealisch oder linealisch-lanzettlich, zugespitzt, sie werden 0,5 bis 1,5 Millimeter breit und besitzen ein bis drei Nerven. Die blauen bis blassvioletten Kronblätter werden 10 bis 15 Millimeter lang und sind zwei- bis dreimal so lang wie die Kelchblätter. Die eiförmigen, zugespitzten Kelchblätter weisen einen auffallenden Mittelnerv auf. Die annähernd kugelige Kapselfrucht ist 4 bis 6 Millimeter groß. Der Schnabel wird etwa 1 Millimeter lang.
Blütezeit ist von Mai bis August.
Die Chromosomenzahl beträgt 2n = 30 oder 32.

## Verbreitung
Das Areal der mediterran-atlantischen Art umfasst nahezu den gesamten Mittelmeerraum sowie Westeuropa, die Kanaren, Madeira, die Krim, Westasien und den Kaukasusraum. Nördlich dringt sie auf den Britischen Inseln bis zum 54. Breitengrad vor. Des Weiteren ist sie auf den Azoren ein Neophyt.
Als Standort werden Grasflure und Trockenhänge bevorzugt. In Südwesteuropa ist es eine Charakterart der Ordnung Arrhenatheretalia.

## Sonstiges
Bei dieser Art handelt es sich vermutlich um die Stammform des Gemeinen Leins (Linum usitatissimum). Kultur-Lein und Wild-Lein haben die gleiche Chromosomenzahl von 2n = 30. Archäologische Funde im Iran und in der südöstlichen Türkei belegen, dass Wild-Lein (Linum bienne) schon vor 9000 Jahren kultiviert wurde.